# Rikako Aida
RIkaka Aida est une seiyū et actrice japonaise.

## Filmographie

### Doublage
- 2016 : Love Live! Sunshine!! : Riko Sakurauchi[1]
- 2017 : Sagrada Reset (en) : Sawako Sera[2]
- 2019 : Senryū shōjo : Koto Ōtsuki[3],[4]

## Discographie

### Génériques
- Craque pour moi, Medaka ![5]